# 麦尔玛镇
麦尔玛乡，是中华人民共和国四川省阿坝藏族羌族自治州阿坝县下辖的一个乡镇级行政单位。

## 行政区划
麦尔玛乡下辖以下地区：
一村、二村、三村、四村和五村。